# ويليام ديفيز (لاعب كريكت)
ويليام ديفيز (29 ديسمبر 1972 - )  (بالإنجليزية: William Davies)‏ هو لاعب كريكت بريطاني. لعب مع نادي مقاطعة شروبشاير للكريكت ‏.

## وصلات خارجية
1. 1 2  CricketArchive (بالإنجليزية), QID:Q2117742